# Limnichthys orientalis
Limnichthys orientalis és una espècie de peix de la família dels creédids i de l'ordre dels perciformes.
El nom Limnichthys prové dels mots grecs limne (pantà) i ichthys (peix), mentre que orientalis fa referència a la seua distribució geogràfica.

## Descripció
El cos, semblant morfològicament al d'una anguila, és allargat, comprimit, de color clar, amb 8-12 franges curtes a través del dors i fa 2,3 cm de llargària màxima. 21-23 radis tous a l'aleta dorsal i 24-25 a l'anal. Aletes pectorals amb 10-11 radis tous i pelvianes amb 1 espina i 4-5 radis tous. 40-41 vèrtebres. Línia lateral no interrompuda i amb 41-43 escates. Els ulls sobresurten lleugerament i estan situats a prop del perfil dorsal del cap. Musell carnós i projectat més enllà de la mandíbula inferior. Obertura de la boca quasi horitzontal. Filera d'apèndixs mòbils vorejant la mandíbula inferior. La símfisi de la mandíbula inferior presenta una projecció dorsal.

## Hàbitat i distribució geogràfica
És un peix marí, demersal i de clima subtropical, que viu al Pacífic nord-occidental: els fons sorrencs del sud de Taiwan i de les illes Tokara i Yaeyama (les illes Ryukyu, el Japó).

## Observacions
És inofensiu per als humans, el seu índex de vulnerabilitat és baix (10 de 100) i no té valor comercial.